# Ytteröra

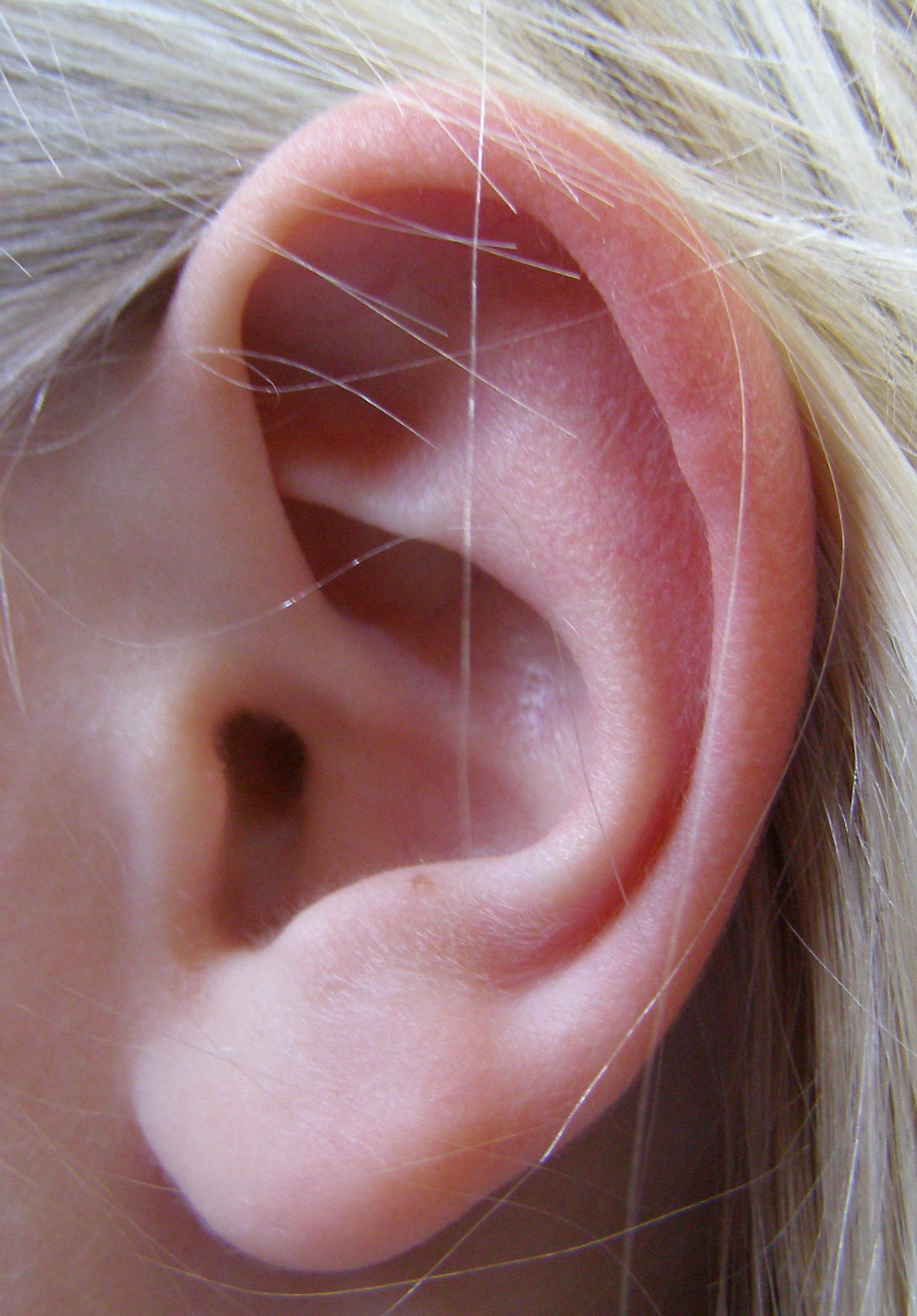
Öronmusslan.

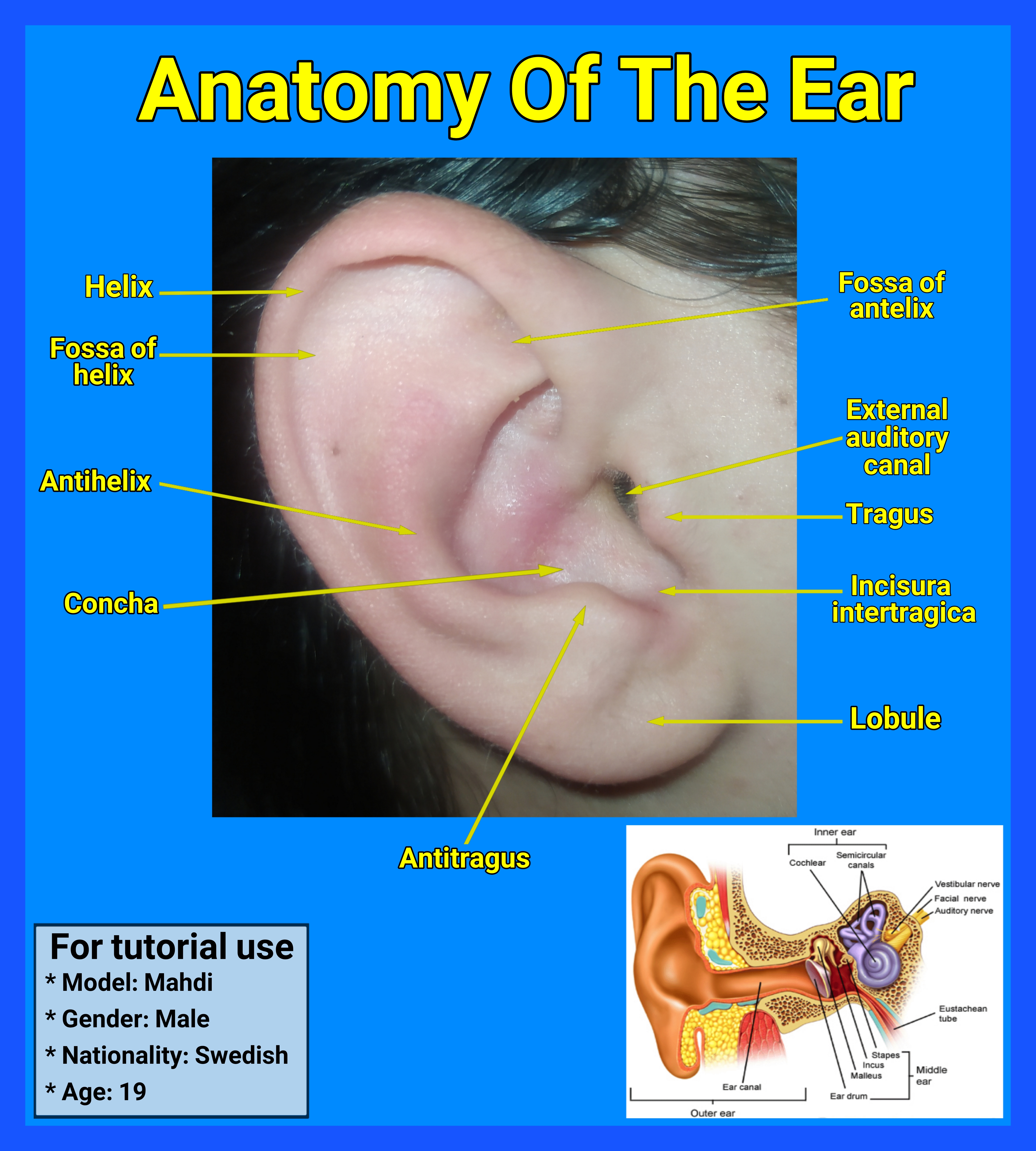
Öronmusslans och ytterörats anatomi.

Ytterörat består av öronmusslan, latin pinna, i dagligt tal kallat för öra, en utväxt på var och en av huvudets sidor, och hörselgången. Ytterörat har i uppgift att samla ljud till örats inre delar och få oss att höra varifrån ljud kommer, vilket fungerar dels genom att vi har två öron; när ljudet når ena örat någon millisekund tidigare än det andra (som ju är avgränsat av huvudet) kan vi lokalisera ljudkällan, dels genom att ytteröronens utformning underlättar för att skilja på om ljud kommer framifrån eller bakifrån. När ljudet har kommit in i örat leds det genom hörselgången fram till trumhinnan. Hörselgången, som i genomsnitt är ca 3,5 cm lång och har en diameter om ca 0,7 cm, förstärker frekvenser på ca 2 000–5 500 Hz. Dessa är i stort typiska för en hel del språkljud. Trumhinnan är gränsen till mellanörat.
Ytterörat används dessutom för att stödja glasögon och inhysa piercingsmycken.
Ytterörat har två, tragus och antitragus, små muskler som hos människan är mycket tillbakabildade men i vissa fall kan bidra med mycket små rörelser. Helix är bågen som utgör örats yttre gräns, antihelix är bågen lite innanför. 
Ytterörats posteriora delar försörjs arteriellt av a. occipitalisoch a. auricularis posterior och ventralt av a. temporalis sperficialis. 
Öronvax bildas i yttre hörselgången av talgkörtelceller. Dessa celler växer inifrån och ut och när de avstöts från huden försvinner också dess mukösa innehåll. Användande av bomullspinnar "topz" för rengöring av ytterörats yttre hörselgång bidrar till att vax packas in i hudens yttersta lager och kan därför bidra till vaxproppsbildning.